# Booking Holdings
Pour les articles homonymes, voir Booking.
Booking Holdings anciennement Priceline.com est une multinationale américaine spécialisée dans la réservation en ligne.
Elle permet à ses clients de réserver des vols, des véhicules, des hôtels, et des places dans des restaurants partout à travers le monde.
La société n'est pas un fournisseur direct de services, mais un intermédiaire qui met en contact un client avec un fournisseur.
Booking Holdings détient notamment les sites Booking.com, Priceline.com, Agoda.com, Kayak.com, Cheapflights, Rentalcars.com, Momondo 
Le groupe est coté à la bourse de New York.  
Son siège social est à Norwalk aux États-Unis.

## Histoire
La compagnie Priceline.com est fondée en 1997 par Jay S. Walker (en), après quoi elle est introduite en bourse en 1999. À ce moment, la société est valorisée à 9,86 milliards de dollars. En 2000, Jay S. Walker quitte l'entreprise, deux ans après avoir lancé le site. 
La société hongkongaise Cheung Kong Holdings a acheté plus tard une partie importante des actions de Priceline.
En 2005, Priceline rachète Booking.com.
En avril 2014, Priceline.com a annoncé qu'il a changé son nom à The Priceline Group Inc.. Ce changement de dénomination sociale visait à créer une délimitation claire entre l'entreprise globale Priceline. Priceline.com devient alors l'une des six marques principales du The Priceline Group.
En 2018, The Priceline Group devient Booking Holdings, cotant au NASDAQ sous le code BKNG.